# 堀田正信
堀田 正信（ほった まさのぶ）は、江戸時代前期の大名。下総佐倉藩第2代藩主。堀田家宗家2代。堀田正盛の長男。

## 生涯
寛永8年（1631年）、下総佐倉藩初代藩主・堀田正盛の長男として誕生した。
慶安4年（1651年）8月14日、父・正盛が江戸幕府第3代将軍・徳川家光の死に伴い殉死したため、遺領の下総12万石（10万石、15万石とも）を相続した。藩主在任中に佐倉惣五郎事件が発生している。
万治3年（1660年）10月8日、突然「幕府の失政により人民や旗本・御家人が窮乏しており、それを救うために自らの領地を返上したい」といった内容の幕政批判の上書を幕閣の保科正之・阿部忠秋宛てに提出し、無断で佐倉へ帰城した。その後まもなく、幕法違反の無断帰城について幕閣で協議がされた。正信の上書や行動に同情的意見もあったが、老中・松平信綱の唱えた「狂気の作法」という見解（本来なら「三族の罪」に当たるが、狂人ならば免除できるという理屈）で合意がなされ、同年11月3日には処分が下り、所領没収の上、弟の信濃飯田藩主・脇坂安政に預けられた。正信が佐倉へ無断帰城した動機については、信綱との確執や正室の叔父の松平定政が起こした出家遁世事件との関係も指摘されるが、不明。
寛文12年（1672年）5月、安政の播磨龍野藩への転封に伴い、母方の叔父である若狭小浜藩主・酒井忠直に預け替えられる。しかし延宝5年（1677年）6月14日、密かに配所を抜け出して上洛し、清水寺や石清水八幡宮を参拝した。これにより嫡男・正休と酒井忠直は閉門、正信は阿波徳島藩主・蜂須賀綱通に預け替えられた。配流中には「忠義士抜書」「楠三代忠義抜書」「一願同心集」などを著した。
延宝8年（1680年）5月、第4代将軍・徳川家綱死去の報を聞き、配流先の徳島にて鋏で喉を突き自殺した。遺骸は江戸へ入ることを許され、菩提寺の金蔵寺に葬られた。正信を預かっていた徳島藩主・蜂須賀綱矩（綱通の従弟）は閉門、正休は正信の自殺で蟄居していたが、やがて両者は罪を許され、正休は後に近江宮川藩1万石の大名に取り立てられて、子孫は明治まで続いた。

## 系譜
父母
- 堀田正盛（父）
- あぐり（母） - 酒井忠勝の娘

正室
- 松平定行の娘

子女
- 堀田正休（長男） 生母は正室
- 堀田正明
- 阿部正房正室